# Alcmund van Derby
Alcmund van Derby, ook Alcmund van Lilleshall genoemd, andere schrijfwijzen zijn Ealhmund, Alhmund en Alchmund (? - ca. 800) was de zoon van een koning van Northumbria en werd martelaar en heilige.
Alcmund was de zoon van Alhred, de koning van Northumbria die door de witan (een raad van ouderen) werd afgezet en daarop vermoedelijk naar de Picten vluchtte. Na meer dan twintig jaar in Pictische ballingschap te hebben doorgebracht, leidde Alcmund een leger naar Northumbria. Hij werd rond 800 gedood, waarvoor Eardwulf verantwoordelijk werd gehouden. Hoe hij precies in deze zaak is betrokken, kon tot nu toe niet worden opgehelderd. Alcmund stond in ieder geval daarop als martelaar bekend en werd vervolgens als heilige vereerd.
Alcmund werd in Lilleshall (Shropshire) bijgezet, waar over wonderdaden aan zijn graf werden bericht. Ten tijde van de onrust door de overvallen van de Deense Vikingen in Engeland werd zijn lichaam naar Derby overbracht en enkele kerken in de omgeving werden naar hem vernoemd (Derbyshire en Shropshire).
Zijn feestdag valt op 19 maart.

## Referentie
- art. Alcmund (2), in D.H. Farmer, The Oxford Dictionary of Saints, Oxford - e.a., 20115, p. 11.